# Eskaresjön
Eskaresjön är en sjö i Varbergs kommun i Halland och ingår i Viskans huvudavrinningsområde.